# De Kamers (Nijkerk)
De Kamers is een wijk in de stad Nijkerk in de Nederlandse provincie Gelderland.
De wijk is onderdeel van een groter plan, Groot Corlaer. De wijk werd tussen 2000 en 2006 gebouwd. De wijk heeft veel straatnamen die te maken hebben met de scheepvaart. De wijk grenst aan de andere wijken Boerderijakkers, Corlaer en De Bogen. Voor autoverkeer is de enige ontsluiting via Anker vanaf/naar Arkemheenweg.
In de wijk hebben de straatnamen allemaal namen van schepen.
Centrum · Schulpkamp · Rensselaer · Paasbos · Strijland · Beulekamp · Luxool · Hazeveld · Bruins Slotlaan · Corlaer · Groot Corlaer (Boerderijakkers · De Kamers) · De Bogen · De Terrassen · Doornsteeg · Het Spaanse Leger

Bedrijventerreinen:
Arkervaart · Watergoor · Spoorkamp · De Flier